# Brian Taylor (jockey)
Brian Taylor, född 6 juli 1939 i Southend-on-Sea i Essex i England, död 10 december 1984 i Hongkong, var en engelsk jockey, mest känd för att ha segrat i 1974 års upplaga av Epsom Derby med Snow Knight.

## Karriär
Bland Taylors större segrar under karriären räknas Princess Margaret Stakes (1971), Cherry Hinton Stakes (1971), Cork and Orrery Stakes (1973), Earl of Sefton Stakes (1977), Sandown Classic Trial (1978), July Cup (1971), Epsom Derby (1974), John Porter Stakes (1981), Ormonde Stakes (1981), Craven Stakes (1983) och Prix Gontaut-Biron (1984).

### Silver Star
Då Taylor tävlade på Sha Tin Racecourse i Hongkong den 8 december 1984, gick hans häst Silver Star omkull, och kastade honom från sadeln medan de korsade mållinjen. Taylor avled två dagar senare på sjukhus till följd av de allvarliga nack- och huvudskador som han hade fått.
Taylor hade lidit av bältros men hade återhämtat sig. Hans vän Bill Burnett ville att han skulle hitta en ersättare för löpen i Hongkong, och engelska jockeyn Wally Hood erbjöd sig att åka. I sista minuten bestämde Taylor sig dock för att rida löpet själv, vilket visade sig bli hans sista.
Mindre än tio månader innan Taylors olycka, avslutade Silver Star också karriären för en annan toppjockey vid den tiden, fransmannen Philippe Paquet, genom att kasta jockeyen på sandbanan under morgonträningen den 13 februari 1984 på liknande sätt. Paquet drabbades av frakturer på kraniet, och förblev i koma i mer än tre månader innan han återfick medvetandet.